# Dewi Lestari
Œuvres principales
Supernova
Dewi Lestari Simangunsong, surnommée Dee, née à Bandung, Java Ouest, le 20 janvier 1976, est une femme de lettres, une chanteuse et une compositrice indonésienne.

## Biographie
Elle est née en 1976 à Bandung au sein d'une famille chrétienne, elle est la quatrième d'une fratrie de cinq enfants. « Mes parents nous ont toujours encouragés à apprendre la musique depuis l'enfance », raconte-t-elle, « Mon père était un très bon conteur, mais il n'a jamais écrit des livres. Il aimait aussi chanter et a appris seul à jouer du piano ». Elle s'intéresse à la spiritualité, au bouddhisme et à la tradition kabbale, tout en effectuant des études en Relations internationales à l'Université de Parahyangan.
Elle débute sur les planches comme chanteuse dans différents chœurs, pour le rappeur Iwa K et d'autres. Elle devient ensuite  membre du trio vocal RSD (Rida Sita Dewi), avec ses amies Rida Farida et Sita Nursanti,.  Ensemble, elles se produisent sur scène et enregistrent trois albums studio avec les labels Warna Musik et Sony Music, suivie d'un best of  en 2002. Elle prolonge ensuite ce parcours de chanteuse en solo, écrivant pour l'essentiel ses textes et ses musiques, concomitamment à un parcours de journaliste, de critique littéraire et de romancière.
L'ouvrage qui est à l'origine de sa notoriété comme romancière est Supernova, publié pour le premier volume en 2001. Il connaît un grand succès en Indonésie, et donne lieu à plusieurs rééditions et plusieurs suites. À la suite de ce succès, elle crée sa propre maison d'édition, Trudee Books, à Bandung. Elle épouse en 2003 Marcell Siahaan,  un chanteur, dont elle a un enfant, Keenan. Elle divorce en 2008 et se remarie, ayant l'année suivante un deuxième enfant de ce second mariage, Atisha,.

## Sa place dans la littérature indonésienne
Elle s'inscrit dans une génération de femmes romancières, décidée à prendre pleinement leur place dans la littérature indonésienne. Ce mouvement a été qualifié quelquefois par ses détracteurs de «sastra wangi» (littérature parfumée) et par ses partisans de «sastra pembebasan» (littérature de libération), avec comme autres auteurs, notamment, Ayu Utami, Nova Riyanti Yusuf, Fira Basuki et Djenar Maesa Ayu,,. Comme Ayu Utami, ses œuvres évoquent en arrière-plan des préoccupations actuelles de la société indonésienne (tel que l'alcoolisme) et la situation des femmes indonésiennes (leur émancipation, leur sexualité, le divorce, ..).

## Publications
- Supernova 1: Ksatria, Puteri dan Bintang Jatuh, 2001, roman.
- Supernova 2: Akar, 2002, roman.
- Filosofi Kopi, 2003, recueil de proses et de poésies;
- Supernova 3: Petir, 2004, roman.
- Rectoverso, 2008, recueil de nouvelles et de chansons.
- Perahu Kertas, 2009, roman.
- Madre, 2011, recueil de nouvelles.
- Supernova 4: Partikel, 2012, roman.
- Supernova 5: Gelombang, 2014, roman.

## Discographie
- 1995 - Antara Kita (trio RSD)
- 1997 - Ber-Tiga (trio RSD)
- 1999 - I (trio RSD)
- 2002 - The Best Of (trio RSD)
- 2006 - Out Of The Shell (album solo)
- 2008 - Rectoverso (album solo)

### Webographie
- Notices d'autorité :   - VIAF
  - ISNI
  - IdRef
  - LCCN
  - GND
  - Japon
  - CiNii
  - Belgique
  - Pays-Bas
  - WorldCat